# New Zealand Labour Party
De New Zealand Labour Party is een Nieuw-Zeelandse politieke partij. De partij is in 1916 opgericht als fusie van twee sociaaldemocratische partijen en is daarmee de oudste nog bestaande partij van Nieuw-Zeeland.
Van 26 oktober 2017 tot 25 januari 2023 was Jacinda Ardern namens de NZLP premier van Nieuw-Zeeland.